# Victoria González Somón
Victoria González Somón (Jerez de la Frontera, 1885 – Barcelona, 30 de novembre de 1955) va ser una pintora i col·leccionista d'art andalusa. Va ser pintora ocasional i amiga íntima del col·leccionista Lluís Plandiura. Tractà de prop molts dels pintors catalans de la seva època. Va ser retratada en diverses ocasions per artistes com Ricard Canals (1931), Pere Pruna (1934), Joaquim Mombrú (1947) i Francesc Domingo. La seva col·lecció d'obres de petit format de grans mestres de la pintura catalana i els retrats realitzats per Canals, Pruna i Mombrú es conserven a la Biblioteca Museu Víctor Balaguer de Vilanova i la Geltrú. Fou la tresorera d'una valuosa col·lecció d'obres d'art coneguda com a «Llegat 1956», que fins a la seva recepció es trobava en mans de Lluís Plandiura. Després de la mort d'aquest el 1956, el conjunt va arribar a la Biblioteca Museu Víctor Balaguer, gestionat per Alexandre de Cabanyes, patró vitalici del museu.

## Obres destacades
- 1920 - Caldes de Malavella (oli sobre tela), conservada a la Biblioteca Museu Víctor Balaguer.[7]